# Peter Machajdík
Peter Machajdík (født 1. juni 1961 i Bratislava) er en slovakisk klassisk komponist, musiker og pædagogsmand. Som komponist har han rødder i minimalismen, og har skrevet værker for mange forskellige besætninger, deriblandt kammermusik, soloværker (orgel, klaver, harpe, guitar, violin, obo), strygekvartetter, kor- og orkesterværker. Peter Machajdík har arbejdet med danserne Dorothea Rust, Studio tanca, Petra Fornayova, Tina Mantel og Lucia Kašiarová.
Han bor i Berlin, Tyskland og Bratislava, Slovakiet.

## Priser og anerkendelse
- 1989: CONCORSO INTERNAZIONALE "LUIGI RUSSOLO" DI MUSICA ELETTROACUSTICA[1], Varese, Italien
- 1992: Artist in Residence, DAAD Berliner Künstlerprogramm[2], Berlin, Tyskland
- 1999: Artist in Residence, Künstlerhaus Schloß Wiepersdorf, Tyskland
- 2003: Artist in Residence, Künstlerhäuser Worpswede, Tyskland
- 2004: Artist in Residence[3], Künstlerhaus Lukas, Ahrenshoop, Tyskland
- 2005: Ján Levoslav Bella Pris[4], Slovakiet
- 2011: Artist in Residence (International Visegrad Fund)[5], Prag, Tjekkiet
- 2013: Artist in Residence[6], Judenburg, Østrig
- 2016, 2018 og 2020: Stipendium fra Slovak Arts Council, Slovakiet

## Værkliste

### Orkesterværker og koncerter
- (2016) Between The Waves[7] for bratsch og strygerorkester, 15 min.
- (2019) Gegen.Stand[8] for akkordeon og orkester, 21 min.
- (2016) Behind The Waves[9] for bratsch og strygerorkester, 12 min.
- (2010) Wie der Wind in den Dünen[10], for strygeorkester, 11 min.
- (2008) Concerto for 2 Bayans and Orchestra, 22 min.
- (2004) Nájdené zabudnuté, 19 min.
- (2000) Namah for strygeorkester og woodblock, 11 min.

### Kammermusik
- (2018) Signes de la mémoire for klarinet, violin, cello og klaver, 8 min.
- (2018) The Florists for 4 blokfløjten (SATB), 5 min.
- (2017) Metaphor, Klavertrio, 10 min.
- (2017) Folium for klaver og orgel, 10 min.
- (2017) The Son for guitar og strygekvartet, 10 min.
- (2017) In Embrace for kontrabas og klaver, 11 min.
- (2016) Abandoned Gates, Klaverkvintet, 14 min.
- (2016) Haiku for sopran, klarinet og klaver, 10 min.
- (2015) Seas and Deserts for strygekvartet og elektronik (playback), 11 min.
- (2015) Senahh for fløjte og klaver, 9 min.
- (2015) Danube Afterpoint for piccolofløjte, fløjte, klarinet, basklarinet, 2 klaverer og strygekvartet, 15 min.
- (2014) Odliv for strygetrio, 7 min.
- (2013) Munk for bratsch og klaver, 13 min.
- (2004) To The Rainbow So Close Again Strygekvartet, 12 min.

### Klaver
- (2011) The Immanent Velvet
- (2011) Four Impressions
- (2003) Obscured Temptations
- (1996) Wassertropfenmond
- (1994) Walking On The Stones
- (1992) On A Dusky Late Afternoon

### Orgel
- (2016) Portus Pacis, 9 min.
- (2007) On The Seven Colours Of Light, 30 min.

### Harpe
- (2014) Ulity, 7 min.
- (2010) Flower Full Of Gardens, 5 min.
- (2004) Nell'autunno del suo abbraccio insonne, 9 min.

### Kormusik
- (2002) Si diligamus invicem 8 min.
- (2011) Domine 5 min.
- (2011) Kyrie 4 min.

### Båndkompositioner og elektronisk musik
- (2013) Slyšíte mě obře?, 18 min
- (2013) KE-art, 15 min
- (2012) Waters and Cages
- (2007) 05.12.07. 5'12
- (2005) The Healing Heating, 18 min
- (2003) Columbia (At this country) 7'30
- (1988) ...and the earth will delight, 12 min

### Filmmusik
- (2015) Divoké Slovensko (Den vilde Slovakiet)[11]
- (2012) Cesty Slovenskom
- (2010) Návrat rysov (The Lynx Liaison)[12]
- (2005) Altenburg - 4 Schüler gegen Stalin[13]

## Diskografi
- 1995: THE ReR QUARTERLY © QUARTERLY, ReR Volume 4 No 1 CD - ReR 0401 Recommended Records
- 2003: NAMASTE SUITE (Guido Arbonelli - klarinetter) © Mnemes HCD 102
- 2008: NUOVE MUSICE PER TROMBA 6 (Ivano Ascari - trompet) © AZ 5005
- 2008: THE HEALING HEATING (R(A)DIO(CUSTICA) SELECTED 2008) © Czech Radio
- 2008: NAMAH feat. Floraleda Sacchi, Jon Anderson (ex-Yes), David Moss © musica slovaca SF 00542131
- 2009: MINIMAL HARP (Floraleda Sacchi - harpe). Musik af Arvo Pärt, John Cage, Philip Glass, György Ligeti, Peter Machajdík, Lou Harrison, Nicola Campogrande) © DECCA / Universal 476 317
- 2011: INSIDE THE TREE (Musik for cello, harpe og electronics) © Amadeus Arte Catalogue No. AA11003
- 2012: CZECHOSLOVAK CHAMBER DUO (Dvořák / Machajdík / Schneider-Trnavský) Czech Radio, Catalogue No. #CR0591-2
- 2012: A MARVELOUS LOVE - New Music for Organ (Orgelværker af Peter Machajdík, Patricia Van Ness, Jim Dalton, Tim Rozema, Al Benner, Thomas Åberg, og Harold Stover), Albany Records, Catalogue No. TROY1357
- 2012: THE IMMANENT VELVET (Kammermusik for klaver, guitar, cello, harpe og strenge), Azyl Records, Catalogue No. R266-0024-2-331
- 2015: ELEKTRICKÁ GITARA (Guitarværker af Luciano Berio, Peter Machajdík, Daniel Matej, Boško Milaković, Juraj Vajó, Pavol Bizoň, Ivan Buffa), Hevhetia, Catalogue No. HV 0070-2-331
- 2018: FRIENDS IN COMMON TIME (Værker af Peter Machajdík, Tor Brevik, Francis Kayali, Adrienne Albert, Peter Kutt, Andre Caplet, Kevin W. Walker, Alexander Timofeev) Catalogue No. © Copyright - Rebecca Jeffreys (700261465210)
- 2018: BIRDS (Værker af Peter Machajdík, François Couperin, Jean-Philippe Rameau, William Byrd, Olli Mustonen) © Fuga 9447